# Panicum incomtum
Panicum incomtum är en gräsart som beskrevs av Carl Bernhard von Trinius. Panicum incomtum ingår i släktet vipphirser, och familjen gräs. Inga underarter finns listade i Catalogue of Life.